# François Adolphe Chambolle
François Adolphe Chambolle, né le 13 novembre 1802 à La Châtaigneraie et mort le 4 décembre 1883 à Paris, est un homme politique et journaliste français. Élu député en 1838, il se plaça dans l’opposition constitutionnelle jusqu’en 1848, puis se rallia au centre droit après la Révolution.
Journaliste, de sensibilité orléaniste. Il commença sa carrière comme rédacteur au Courrier français avant d’entrer, en 1830 au National. Secrétaire de la présidence de la Chambre des députés au début du règne de Louis-Philippe, il est élu à la Chambre en Vendée dès 1838. Réélu jusqu’en 1848, il siégea avec l’opposition constitutionnelle. En 1848, il est élu à l’Assemblée constituante à l’occasion d’une élection partielle en Mayenne et siège avec le centre droit. Réélu à l’Assemblée législative dans la Seine, il rejoint le parti de l’Ordre. Ayant protesté contre le coup d’État du 2 décembre 1851, il fut contraint à l’exil. Autorisé à rentrer quelques mois plus tard, il renonça à la politique.

## Biographie

### Jeunesse vendéenne
Ses véritables prénoms étaient Michel-Auguste. Il naquit à La Châtaigneraie le 13 novembre 1802, d’un père qui avait embrassé la profession des armes, mais qui avait refusé au début de sa carrière le grade de capitaine donné alors à l’élection. Il fut placé à l’âge de dix ans, comme pensionnaire de l’État, à l’École impériale de Saint-Jean-de-Monts. Ce collège, fondé par Napoléon dans un village de mille âmes, isolé au milieu des sables, sur le bord de l’océan, n’avait rien de la sévérité habituelles des établissements universitaires. La liberté était grande mais ne nuisait point à ses études. En deux années le jeune Chambolle fit quatre classes.
Ce fut dans ce pauvre village qu’il reçut la première impression des évènements politiques. Il avait été nourri, comme tous ses camarades, dans des sentiments de reconnaissances, d’admiration et de profond dévouement pour l’Empereur. Tout-à-coup, un jour de dimanche, un grave fonctionnaire se présente, revêtu de ses insignes et vient présenter à sa manière expliquer aux élèves les évènements de 1814, la chute de l’Empire et le retour de l’ancienne dynastie. Cette allocution se terminait par le cri : « À bas le tyran ! Vive les Bourbons ! » auquel les enfants répondirent unanimement : « Vive l’Empereur ! »
Monsieur Chambolle père, ayant fait partie de l’armée de la Loire qui fut dissoute en 1815, son fils resta seul en Vendée. Il obtint tous les succès qu’il pouvait espérer dans un petit collège de province.

### Arrivée à Paris
Arrivé en 1817 à Paris, il suivit, au collège Charlemagne, les cours de mathématiques. Quoiqu’il réussît dans ces nouvelles études, et qu’il fût destiné à l’École polytechnique, un gout décidé le porta vers la carrière des lettres. Il s’y préparait lorsque son père, commandant un des bataillons du 48e régiment envoyé à la Guadeloupe mourut en 1825, de la fièvre jaune qui enleva en même temps près de sept cents hommes de vingt-six officiers de son régiment.
Chargé seul de l’existence de sa mère, et rudement frappé par la perte d’un père bien-aimé qui avait pourvu aux frais de son éducation, il chercha des ressources plus promptes et plus sûres que les bénéfices incertains des livres qu’il avait ébauché.

### Début dans le journalisme
Admis au Courrier français, où il devint le collaborateur et l’ami de René-Théophile Châtelain, il y resta jusqu’à l’époque où parut Le National. Il fut l’un des fondateurs de ce dernier, avec Thiers, Mignet, Carrel, Sautelet et Paulin. En 1830, la révolution de Juillet que le National avait pressentie et peut-être hâtée, éclata. Chambolle prit part, avec ses collaborateurs, à toutes les réunions qui préparèrent la résistance ; il donna sa voix pour la résistance, provoquée par la violation des lois de la Charte de 1830 ; il fut le cinquième signataire de la célèbre protestation des journalistes contre les ordonnances de Charles X.

### Débuts en politique
À la suite de la révolution de Juillet, sur la recommandation de Thiers et de Béranger, il fut nommé par Casimir Perier, secrétaire général de la présidence de la Chambre des députés. Lafitte, vice-président de la Chambre confirma, par son suffrage, sa nomination. Cette circonstance et l’espèce de passion qu’avait mise la majorité de la Chambre de 1831 à écarter Lafayette de ses fonctions de commandant-général de la garde national et Lafitte du fauteuil de la présidence déterminèrent Chambolle à donner sa démission, le 1er août 1831, lorsque Girod de l’Ain fut élu président par deux ou trois voix de majorité.

### Le journaliste

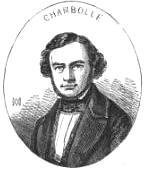
Portrait d’Adolphe Chambolle parue dans L’Illustration, journal universel, 20 septembre 1850.

Rentré au National avec Carrel, auquel il était attaché par une vive affection, il ne tarda pas à reconnaître que ses convictions étaient dépassées par celle du célèbre journaliste politique. Après une lutte pénible entre une amitié qui n’avait fait que s’accroître et des idées politiques, Chambolle, avec regret, se sépara d’un homme auquel il avait voué une admiration sincère. 
Il retourna, à la fin de 1832 auprès de Châtelain, qui s’était maintenu dans la ligne de l’opposition constitutionnelle, fut accueilli avec empressement et devint le principal rédacteur du Courrier français.
Le 25 mai 1837, Chambolle succéda à Guillemot dans la direction politique du Siècle. Fidèle à ses engagements, il a continué à soutenir, d’abord avec les représentants parlementaires de la gauche, les principes de l’opposition constitutionnelle, et le journal qu’il dirige comme rédacteur en chef a atteint une publicité sans égale dans le pays.
Quand le Siècle se déclara catégoriquement pour la République, en 1848, Chambolle abandonna ce Journal et fonda l’Ordre, qui ne vécut que jusqu’au coup d’État de décembre 1851.

### L’homme politique
Élu député le 10 février 1838, dans le 3e collège électoral de la Vendée (Bourbon-Vendée), en remplacement de Adrien de Jussieu, dont l’élection avait été annulée, il siégea à la gauche constitutionnelle, et fut successivement réélu le 2 mars 1839, par 129 voix sur 173 votants, contre Jussieu 10 voix, le 9 juillet 1842, par 135 voix sur 194 votants et 255 inscrits, contre Paulze d’Ivoy 52 voix, et le 1er août 1846, par 145 voix sur 234 votants et 304 inscrits, contre Savin 48 voix. D’opinions modérées, il refusa de suivre Odilon Barrot dans la campagne des banquets, et proposa, en vain à l’opposition de donner sa démission en masse, et de poser devant les électeurs la question des réformes.
Le 17 septembre 1848, lors d’une élection partielle motivée par l’option de Cormenin pour l’Yonne, le département de la Mayenne élut aux Élections législatives de 1848 Chambolle représentant à l’Assemblée constituante par 24 239 voix sur 51 263 votants et 99 195 inscrits, contre Michel Georges de La Broise, légitimiste, 24 200 voix, et Louis-Napoléon Bonaparte, 2 661. Il siégea au centre droit, et vota contre les incompatibilités des fonctions, contre l’amendement Grévy sur la présidence, contre le droit au travail, pour les félicitations au général Cavaignac, pour l’ordre du jour sur l’expédition de Civitavecchia, contre la suppression de l’impôt sur le sel, pour le renvoi des accusés du 15 mai devant la Haute Cour, contre l’amnistie générale, pour l’interdiction des clubs, contre l’amnistie des transportés, pour le blâme de la dépêche Léon Faucher, contre l’abolition de l’impôt sur les boissons.
Le 8 juillet 1849, une élection partielle dans la Seine, destinée à pourvoir au remplacement de onze représentants ayant opté pour d’autres départements, l’envoya siéger à l’Assemblée législative, le 8e sur 11, par 116 865 voix sur 234 588 votants et 373 800 inscrits. Il continua de voter avec la droite, mais fut de ceux qui combattirent la politique de l’Élysée. Au coup d’État du 2 décembre, il figura parmi les protestataires à la mairie du Xe arrondissement, fut arrêté, conduit à la caserne du quai d’Orsay, puis à Mazas. Exilé par le décret du 9 janvier 1852, il obtint de rentrer en France par un autre décret du 9 août suivant. Il renonça alors à la politique.

## Famille
Son père (1771-1825), ancien officier militaire au cinquante-sixième demi-brigade, avait épousé Jeanne Arman de Roquefeuil (1780-1863). De leur union naquit aussi François-Alexis (1801-1870), chevalier de la Légion d’honneur, et Jean Léon (-1804). Il avait servi sous la Révolution dans le 56e régiment d'infanterie (1793), puis sous la Restauration, dans le 26e. Il fut nommé chevalier de Saint-Louis en 1818. puis chevalier de la Légion d’honneur le 20 août 1824. Il était passé aux colonies à la tête d’un bataillon du 48e régiment d'infanterie lorsqu’il mourut avec ses hommes de la fièvre jaune, lors d’une expédition en Guadeloupe.
Chambolle avait épousé Anne Geneviève Henrion de Saint-Amand (1800-1880), nièce d’Henrion de Pansey et fille de Jean-François et de Anne Marie de Prez de La Queue. De cette union naquit Arthur François, baron de l’Empire.